# Rui de Pina
Rui de Pina, né vers 1440/50 à Guarda, mort en 1522, est un chroniqueur et diplomate portugais.

## Carrière
Il apparaît comme un homme de confiance du roi Jean II dès le temps de son avènement (28 août 1481). Il participa à une ambassade en Castille au printemps 1482, puis y retourna seul en septembre suivant. Il était présent à l'exécution du duc de Bragance à Évora le 20 juin 1483. En 1484, il prit part à une ambassade auprès d'Innocent VIII. Après le retour de son premier voyage de Christophe Colomb (qui toucha l'Europe à Lisbonne le 4 mars 1493), il fit partie de l'ambassade portugaise envoyée en Castille pour mettre en garde le royaume voisin contre la violation du traité d'Alcáçovas de 1479 qui prévoyait un partage des zones de conquête. La négociation aboutit à la conclusion du traité de Tordesillas (7 juin 1494), ratifié par Jean II à Setúbal le 5 septembre suivant. Secrétaire du roi, Rui de Pina l'accompagnait dans ses déplacements et était présent à sa mort le 25 octobre 1495. Il ouvrit et lut le testament du monarque.
Il sut conserver la confiance du successeur Manuel Ier, cousin de Jean II : en 1497, il fut nommé cronista-mor (grand chroniqueur du royaume), guarda-mor (grand garde) de la Torre do Tombo (les archives royales), et garde de la bibliothèque royale. Il succédait dans ces fonctions à Vasco Fernandes de Lucena. En fait, il semble que ce dernier, pris par d'autres charges, n'ait rien produit comme cronista-mor, et qu'en revanche Rui de Pina ait commencé à remplir effectivement la fonction vers 1490.
Il conserva ses fonctions jusqu'à sa mort, qui intervint peu avant le 18 novembre 1522. Le 30 avril 1523, des lettres patentes rendirent officielle la transmission de ses charges à son fils Fernão de Pina († v. 1545).

## Œuvre
Il fut d'abord chargé par le roi Jean II de rédiger la chronique du règne de son père Alphonse V (regn. 1438-1481). Ensuite, après la mort de Jean II le 25 octobre 1495, et avant mars 1504 (date d'une gratification qu'il reçut), il rédigea la chronique du règne du roi défunt (regn. 1481-1495). Ensuite il fit la chronique du règne d'Édouard Ier (regn. 1433-1438), indiquant dans son prologue qu'elle manquait jusqu'alors pour compléter la chronique des quatre rois de la dynastie d'Aviz. Ensuite il chroniqua les règnes de six rois de la première dynastie : Sanche Ier (regn. 1185-1211), second roi de Portugal ; Alphonse II (regn. 1211-1223) ; Sanche II (regn. 1223-1248) ; Alphonse III (regn. 1248-1279) ; Denis Ier (regn. 1279-1325) ; et Alphonse IV (regn. 1325-1357). Il aura donc couvert neuf règnes.
Les chroniques de Rui de Pina restèrent en manuscrits de son vivant, et longtemps après : les premiers textes imprimés en la matière furent la Chronique de Jean II (Crónica de D. João II) de Garcia de Resende (1544) et la Chronique de Manuel Ier (Crónica do Felicissimo Rei D. Manuel) de Damião de Góis (1566). Ce dernier ouvrage contient une très sévère critique de Rui de Pina (IV, § 38), premier réquisitoire d'un procès qui lui a été fait jusqu'à nos jours : Rui de Pina serait un plagiaire, ses chroniques des six rois de la première dynastie seraient entièrement puisées dans des manuscrits laissés par Fernão Lopes, avec des textes seulement rafraîchis stylistiquement ; les chroniques des règnes d'Édouard Ier et d'Alphonse V viendraient aussi essentiellement des textes laissés par Gomes Eanes de Zurara (jusqu'au récit des prises d'Assilah et de Tanger en 1471) ; ne seraient donc le produit du travail de Rui de Pina que la fin de la chronique d'Alphonse V et celle de Jean II. Un peu plus haut dans le même ouvrage (IV, § 37), Damião de Góis accuse aussi Rui de Pina de vénalité : il aurait reçu des joyaux d'Alphonse d'Albuquerque pour donner une place plus importante à ses hauts faits en Inde dans la chronique du règne de Manuel Ier qu'il prévoyait.
Parmi les neuf chroniques attribuées à Rui de Pina, la première qui fut imprimée fut celle du règne d'Alphonse IV : en 1653, à Lisbonne, par l'imprimeur Paolo Craesbeck, d'après un manuscrit préparé par Pedro de Mariz, employé de la Torre do Tombo. Les chroniques des cinq rois de Sanche Ier à Denis Ier ont été publiées en 1727/29 à Lisbonne par Miguel Lopes Ferreira. Et c'est seulement en 1790/92 que furent imprimées les trois chroniques d'Édouard Ier, d'Alphonse V et de Jean II : par José Correia da Serra, sous l'égide de l'Académie royale des sciences, dans une Collecção de Livros Ineditos de Historia Portuguesa.
Rui de Pina a laissé quelques autres textes, dont une Relação do reino do Congo restée inédite.

## Éditions récentes
- Alberto Martins de Carvalho (éd.), Crónica de El-Rei D. João II, Coïmbre, 1950.
- António Borges Coelho (éd.), Crónica do Rei D. Duarte, Lisbonne, Editorial Presença, 1966.